# Qualificazioni al campionato mondiale di calcio 2014 - OFC

## Primo turno
In base al ranking FIFA e ad altre considerazioni sportive, la prima fase ha visto contrapposte Samoa Americane, Isole Cook, Samoa e Tonga. È stato giocato un girone con gare di sola andata a Samoa tra il 22 e il 26 novembre 2011. La vincente è passata alla seconda fase.
| Squadra         | Pt | G | V | N | P | GF | GS | DR |
| --------------- | -- | - | - | - | - | -- | -- | -- |
| Samoa           | 7  | 3 | 2 | 1 | 0 | 5  | 3  | +2 |
| Samoa Americane | 4  | 3 | 1 | 1 | 1 | 3  | 3  | 0  |
| Tonga           | 4  | 3 | 1 | 1 | 1 | 4  | 4  | 0  |
| Isole Cook      | 1  | 3 | 0 | 1 | 2 | 4  | 6  | -2 |

|                 | Samoa Americane (bandiera) | Isole Cook (bandiera) | Samoa (bandiera) | Tonga (bandiera) |
| --------------- | -------------------------- | --------------------- | ---------------- | ---------------- |
| Samoa Americane | –                          | 1 - 1                 | 0 - 1            | 2 - 1            |
| Isole Cook      | –                          | –                     | 2 - 3            | 1 - 2            |
| Samoa           | –                          | –                     | –                | 1 - 1            |
| Tonga           | –                          | –                     | –                | –                |

## Secondo turno
La squadra vincente del turno precedente va ad aggiungersi alle sette squadre rimaste nella Coppa delle nazioni oceaniane 2012. Le quattro semifinaliste (le prime due di ogni girone) avanzano al terzo turno.

### Gruppo A
| Squadra         | Pt | G | V | N | P | GF | GS | DR  |
| --------------- | -- | - | - | - | - | -- | -- | --- |
| Tahiti          | 9  | 3 | 3 | 0 | 0 | 18 | 5  | +13 |
| Nuova Caledonia | 6  | 3 | 2 | 0 | 1 | 17 | 6  | +11 |
| Vanuatu         | 3  | 3 | 1 | 0 | 2 | 8  | 9  | -1  |
| Samoa           | 0  | 3 | 0 | 0 | 3 | 1  | 24 | -23 |

|                 | Nuova Caledonia (bandiera) | Samoa (bandiera) | Tahiti (bandiera) | Vanuatu (bandiera) |
| --------------- | -------------------------- | ---------------- | ----------------- | ------------------ |
| Nuova Caledonia | –                          | 9 – 0            | 3 – 4             | 5 – 2              |
| Samoa           | –                          | –                | 1–10              | 0 – 5              |
| Tahiti          | –                          | –                | –                 | 4 – 1              |
| Vanuatu         | –                          | –                | –                 | –                  |

### Gruppo B
| Squadra            | Pt | G | V | N | P | GF | GS | DR |
| ------------------ | -- | - | - | - | - | -- | -- | -- |
| Nuova Zelanda      | 7  | 3 | 2 | 1 | 0 | 4  | 2  | +2 |
| Isole Salomone     | 5  | 3 | 1 | 2 | 0 | 2  | 1  | +1 |
| Figi               | 2  | 3 | 0 | 2 | 1 | 1  | 2  | -1 |
| Papua Nuova Guinea | 1  | 3 | 0 | 1 | 2 | 2  | 4  | -2 |

|                    | Figi (bandiera) | Nuova Zelanda (bandiera) | Papua Nuova Guinea (bandiera) | Isole Salomone (bandiera) |
| ------------------ | --------------- | ------------------------ | ----------------------------- | ------------------------- |
| Figi               | –               | 0 – 1                    | 1 – 1                         | 0 – 0                     |
| Nuova Zelanda      | –               | –                        | 2 – 1                         | 1 - 1                     |
| Papua Nuova Guinea | –               | –                        | –                             | 0 – 1                     |
| Isole Salomone     | –               | –                        | –                             | –                         |

## Terzo turno
Le rimanenti quattro squadre disputano un girone all'italiana tra il 7 settembre 2012 e il 26 marzo 2013. La vincente accede ai play-off interzona.
| Squadra         | Pt | G | V | N | P | GF | GS | DR  |
| --------------- | -- | - | - | - | - | -- | -- | --- |
| Nuova Zelanda   | 18 | 6 | 6 | 0 | 0 | 17 | 2  | +15 |
| Nuova Caledonia | 12 | 6 | 4 | 0 | 2 | 17 | 6  | +11 |
| Tahiti          | 3  | 6 | 1 | 0 | 5 | 2  | 12 | -10 |
| Isole Salomone  | 3  | 6 | 1 | 0 | 5 | 5  | 21 | -16 |

|                 | Nuova Caledonia (bandiera) | Nuova Zelanda (bandiera) | Isole Salomone (bandiera) | Tahiti (bandiera) |
| --------------- | -------------------------- | ------------------------ | ------------------------- | ----------------- |
| Nuova Caledonia | –                          | 0 – 2                    | 5 – 0                     | 1 – 0             |
| Nuova Zelanda   | 2 – 1                      | –                        | 6 – 1                     | 3 – 0             |
| Isole Salomone  | 2 – 6                      | 0 – 2                    | –                         | 2 – 0             |
| Tahiti          | 0 – 4                      | 0 – 2                    | 2 – 0                     | –                 |

## Play-off interzona
La squadra vincitrice della seconda fase ha disputato un play-off contro la quarta classificata delle qualificazioni della CONCACAF.